# Конди, Марк
Марк Локвуд Конди (англ. Mark Lockwood Condie; род. 12 февраля 1965) — шотландский шахматист, международный мастер (1984).
Двукратный чемпион Великобритании среди юниоров до 21 года: 1985 и 1986 (совместно с М. Адамсом, С. Конквестом и Н. Макдональдом).
Поделил 3-е место в чемпионате Великобритании 1985 года.
Двукратный чемпион Шотландии: 1985 (совместно с Р. Маккеем) и 1989. В чемпионате 1987 года стал серебряным призёром.
Участник 3-х чемпионатов мира среди юниоров (1982—1984) и 2-х чемпионатов Европы среди юниоров (1981/82—1982/83). В соревновании 1982/83 завоевал бронзовую медаль.
В составе сборной Шотландии участник следующих соревнований:
- 1-й командный чемпионат мира среди юношей до 16 лет (1979) в г. Виборге.
- 3-й командный чемпионат мира среди участников до 26 лет (1981) в г. Граце.
- 2-я Телешахолимпиада (1981/1982). Команда Шотландии дошла до четвертьфинала, где уступила победителю соревнования — сборной СССР.
- 2 Олимпиады (1982, 1986).

В составе команды Эдинбургской шахматного клуба участник 6-го Кубка европейских клубов (1987/1988).

## Изменения рейтинга
| Графики недоступны из-за технических проблем. См. информацию на Фабрикаторе и на mediawiki.org. |